# Zelenikovo (kommun)
Zelenikovo (makedonska: Зелениково) är en kommun i Nordmakedonien. Den ligger i den centrala delen av landet, 22 km sydost om huvudstaden Skopje. Antalet invånare är 4 077. Arean är 177 kvadratkilometer.
Följande samhällen finns i Zelenikovo:
- Zelenikovo
  - Stanica Zelenikovo
- Paligrad
- Orešani
- Vražale
- Pakoševo
- Strahojadica
- Novo Selo
- Gumalevo
- Dobrino
- Smesnica
- Dejkovec
- Taor
- Tisovica